# Copa CONMEBOL
De Copa CONMEBOL was een voetbalcompetitie die van 1992 tot en met 1999 werd gespeeld. Het toernooi was de Zuid-Amerikaanse equivalent van de UEFA Cup; enkel ploegen die zich niet hadden gekwalificeerd voor de Copa Libertadores namen deel aan de Copa CONMEBOL. Omdat het aantal deelnemers aan de Copa Libertadores vanaf 2000 werd verhoogd (van 23 naar 34) werd de Copa CONMEBOL afgeschaft. Het toernooi wordt gezien als een van de voorgangers van de Copa Sudamericana, die sinds 2002 wordt georganiseerd.

## Finales
| Jaar | Winnaar                    | Uitslagen           | Finalist                    |
| ---- | -------------------------- | ------------------- | --------------------------- |
| 1992 | Clube Atlético Mineiro (t) | 2-0, 0-1            | Club Olimpia                |
| 1993 | Botafogo FR                | 1-1, 2-2 (3-1 n.s.) | CA Peñarol (t)              |
| 1994 | São Paulo FC (t)           | 6-1, 0-3            | CA Peñarol                  |
| 1995 | CA Rosario Central         | 0-4, 4-0 (4-3 n.s.) | Clube Atlético Mineiro (t)  |
| 1996 | CA Lanús (t)               | 2-0, 0-1            | Club Independiente Santa Fe |
| 1997 | Clube Atlético Mineiro     | 4-1, 1-1            | CA Lanús (t)                |
| 1998 | Santos FC (t)              | 1-0, 0-0            | CA Rosario Central          |
| 1999 | CA Talleres                | 2-4, 3-0            | CSA (t)                     |

- Het team dat de eerste wedstrijd thuis speelde, is met (t) aangegeven.

## Deelnemers
Aan elke editie deden zestien ploegen mee, met uitzondering van 1997 (achttien ploegen) en 1999 (veertien ploegen). In 1998 speelden de deelnemers uit Bolivia en Venezuela een voorronde waarin het aantal deelnemers gereduceerd werd tot zestien; in 1999 trokken beide Uruguayaanse deelnemers zich terug. Het aantal deelnemers per land was niet over alle edities gelijk, maar Brazilië, Argentinië en Uruguay mochten elke editie meerdere deelnemers inschrijven. In de eerdere rondes werden de deelnemende clubs tegen elkaar geloot op basis van geografie, om de reiskosten te beperken.

### Finalisten
| Club                        | Winnaar | Finalist | Winnaar in: |
| --------------------------- | ------- | -------- | ----------- |
| Clube Atlético Mineiro      | 2       | 1        | 1992, 1997  |
| CA Lanús                    | 1       | 1        | 1996        |
| CA Rosario Central          | 1       | 1        | 1995        |
| Botafogo FR                 | 1       | 0        | 1993        |
| São Paulo FC                | 1       | 0        | 1994        |
| Santos FC                   | 1       | 0        | 1998        |
| CA Talleres                 | 1       | 0        | 1999        |
| CA Peñarol                  | 0       | 2        |             |
| CSA                         | 0       | 1        |             |
| Club Independiente Santa Fe | 0       | 1        |             |
| Club Olimpia                | 0       | 1        |             |

### Deelnemers per land
In onderstaande tabel staat het aantal deelnemers per land en het beste resultaat behaald door een deelnemer uit dat land in de Copa CONMEBOL.
| Land             | 1992 | 1993 | 1994 | 1995 | 1996 | 1997 | 1998 | 1999 | Beste resultaat                        |
| ---------------- | ---- | ---- | ---- | ---- | ---- | ---- | ---- | ---- | -------------------------------------- |
| Argentinië (AFA) | 3    | 3    | 3    | 2    | 2    | 2    | 2    | 2    | Winnaar (1995, 1996, 1999)             |
| Bolivia (FBF)    | 1    | 0    | 1    | 1    | 1    | 2    | 1    | 1    | Kwartfinale (1998)                     |
| Brazilië (CBF)   | 4    | 5    | 5    | 4    | 4    | 4    | 4    | 4    | Winnaar (1992, 1993, 1994, 1997, 1998) |
| Chili (FFCh)     | 1    | 1    | 1    | 1    | 1    | 1    | 1    | 1    | Halve finale (1994, 1999)              |
| Colombia (FCF)   | 1    | 0    | 0    | 2    | 2    | 2    | 2    | 2    | Finale (1996)                          |
| Ecuador (FEF)    | 1    | 1    | 1    | 1    | 1    | 1    | 1    | 1    | Halve finale (1992)                    |
| Paraguay (APF)   | 1    | 1    | 1    | 1    | 1    | 1    | 1    | 1    | Finale (1992)                          |
| Peru (FPF)       | 1    | 1    | 1    | 1    | 1    | 1    | 1    | 1    | Halve finale (1997)                    |
| Uruguay (AUF)    | 2    | 2    | 2    | 2    | 2    | 2    | 2    | 0    | Finale (1993, 1994)                    |
| Venezuela (FVF)  | 1    | 2    | 1    | 1    | 1    | 2    | 1    | 1    | Kwartfinale (1993, 1994, 1995, 1999)   |

### Trivia
- Clube Atlético Mineiro nam het vaakst deel aan de Copa CONMEBOL (vijf keer). Mede hierdoor staan de meeste records op hun naam. Zo heeft de ploeg uit Belo Horizonte de meeste titels (twee), speelden ze het vaakst de finale (drie keer), bereikten ze het vaakst de halve finale (vijf keer, bij elke deelname), speelden ze het meeste wedstrijden (36), wonnen ze de meeste wedstrijden (19) en maakten ze de meeste doelpunten (67) in de geschiedenis van de Copa CONMEBOL. Ook het recordaantal gelijke spelen (negen), het meeste nederlagen (acht) en de meeste tegendoelpunten (33) staan op naam van Atlético Mineiro.
- Danubio FC en CA Rosario Central namen elk viermaal deel. Zij zijn samen met Atlético Mineiro de enige clubs die vaker dan drie keer aan het toernooi meededen.
- Danubio en CA Peñarol namen het vaakst achtereen deel aan de Copa CONMEBOL (driemaal, 1992–1994).
- In totaal namen 83 verschillende clubs deel aan de Copa CONMEBOL.
- Émerson Leão is de enige trainer die het toernooi tweemaal won. Hij coachte Atlético Mineiro in 1997 en Santos FC in 1998.

## Overige toernooien
Winnaars van de Copa CONMEBOL plaatsten zich dankzij hun overwinning voor de volgende toernooien:
- Recopa Sudamericana 1994: de winnaar van 1993 Botafogo FR plaatste zich voor dit toernooi, omdat São Paulo FC in 1993 zowel de Copa Libertadores als de Supercopa Sudamericana had gewonnen.
- Copa Master de CONMEBOL: de winnaars van 1992, 1993, 1994 en 1995 plaatsten zich voor dit eenmalige toernooi dat in 1996 werd gespeeld tussen de winnaars van de Copa CONMEBOL.
- Copa de Oro Nicolás Leoz: de winnaars van 1992, 1994 en 1995 plaatsen zich voor dit toernooi dat werd gespeeld tussen de winnaars van de verschillende Zuid-Amerikaanse clubcompetities.

1992 · 1993 · 1994 · 1995 · 1996 · 1997 · 1998 · 1999